# The Man Who Didn't
|  | Denne artikel er oprettet af botten Steenthbot ud fra en ekstern database. Den kan derfor have sproglige fejl eller mangler. Denne skabelon kan fjernes efter kontrol af indholdet. |

The Man Who Didn't er en dansk kortfilm fra 2013 instrueret af Kasper Rune Larsen efter eget manuskript.

## Handling
Edward har oplevet det ultimative tab som forælder. Han har mistet sin datter, Anna, og forsøger at komme videre i tilværelsen. I sin sorg oplever han hændelser, der trodser al logik og ryster hans grundsyn. Er det muligt at bringe Anna tilbage?

## Medvirkende
- Henrik Ipsen
- Natascha Romano
- Laura Norup
- Stine Stengaard Nyløkke
- Mikkel Lund
- Katrine Lykke Veedfald
- Sven Ole Schmidt
- Loui Ladegaard